# Дадашев, Васиф Яхья оглы
Васиф Яхья оглы Дадашев (азерб. Vasif Yəhya oğlu Dadaşov; 1 марта 1939, Баку — 6 ноября 2017, Баку) — советский и азербайджанский энергетик, главный инженер и директор ГЭС «Аракс» (1971—1976), Заслуженный энергетик СНГ. Считается одним из пионеров азербайджанской национальной энергетической системы.

## Биография
Васиф Яхья оглы Дадашев родился 1 марта 1939 года в Баку в семье врача. Несмотря на то, что родители Васифа хотели чтобы он также стал врачом, Васиф Дадашев с детства проявлял интерес к техническим наукам, особенно к математике и физике и хотел стать инженером-электриком.
После окончания в 1956 году школы № 156 с медалью Васиф Дадашев подал документы в Азербайджанский институт нефти и химии и поступил на факультет энергетики. Успешно окончив институт в 1961 году, Дадашев по направлению поступил на работу в  Научно-исследовательский институт Министерства обороны Московской области СССР.
Через год Дадашев вернулся на Родину и устроился на работу в новосозданное предприятие «Азерэнержисазлама». За короткое время из рядового инженера был повышен до руководителя отделом.
В 1971 году Васиф Дадашев был назначен на пост главного инженера ГЭС «Аракс», а через шесть месяцев стал директором станции. На этой должности Дадашев находился до 1976 года. С 1971 года он был также членом совместной азербайджано-иранской комиссии по использованию водных и энергетических ресурсов реки Аракс.
В мае 1976 года Дадашев был командирован в Иран, где стал работать в иранской части ГЭС «Аракс». До его приезда иранская станция производила 20 млн кВт.ч энергии. После выявления и устранения Дадашевым ряда неполадок станция стала производить 140 млн кВт.ч энергии.
В 1978 году Васиф Дадашев вернулся в Азербайджан и был назначен заместителем начальника службы по эксплуатации и ремонту высоковольтных устройств Главного управления энергетики Азербайджанской ССР. С 1980 по 2001 год работал начальником гидротехнической службы, а с 1983 года — одновременно заместителем главного инженера Главного управления энергетики Азербайджана. С 2002 года работал заместителем главного инженера Управления производства энергии ОАО «Azərenerji».
За свою трудовую деятельность Васиф Дадашев неоднократно удостаивался почётных грамот и других наград, а также почётного звания «Заслуженный энергетик СНГ».
19 октября 2007 года за заслуги в развитии энергетики в Азербайджане Васиф Яхья оглы Дадашев распоряжением президента Азербайджана Ильхама Алиева был награждён медалью «Прогресс».
Скончался Васиф Дадашев 6 ноября 2017 года в Баку.